# Avinguda Diagonal
41°23′47″N 2°09′29″Ø / 41.39639°N 2.15806°Ø
Avinguda Diagonal er en af de længste og vigtigste gader i den catalanske by Barcelona. Den starter ved Plaça de Llevant, som ligger lige ved Fòrum nede ved kysten, og går diagonalt ggennem byen, til kommunen Esplugues de Llobregat. Avenyen er 11 kilometer lang og har en bredde på 50 meter.